# إدارات جمهورية الكونغو
تنقسم جمهورية الكونغو إلى إثنى عشر إدارة (départements مفرد: département) . هذه الإدارات جاءت كبديل للأقاليم السابقة (régions مفرد: région) في عام 2002.
| الإدارة                     | العاصمة             | تعداد السكان (تعداد 2007) | المساحة (كم2) |
| --------------------------- | ------------------- | ------------------------- | ------------- |
| كويلو - Kouilou             | هندا Hinda          | 91,955                    | 13,650        |
| نياري - Niari               | دوليزي Dolisie      | 231,271                   | 25,942        |
| ليكوموأو - Lékoumou         | سبتي Sibiti         | 96,393                    | 20,950        |
| بوانزا - Bouenza            | مادينغو Madingou    | 309,063                   | 12,265        |
| بوول - Pool                 | كينكالا Kinkala     | 236,595                   | 33,955        |
| بلاتو ( الهضاب ) - Plateaux | جامبالا Djambala    | 174,591                   | 38,400        |
| كفيي - Cuvette              | أواندو Owando       | 156,044                   | 48,250        |
| غرب كفيي - Cuvette-Ouest    | إوو Ewo             | 72,999                    | 26,600        |
| سانغا - Sangha              | أويسو Ouesso        | 85,738                    | 55,800        |
| ليكوالا - Likouala          | إيمبغوندوا Impfondo | 154,155                   | 66,044        |
| برازافيل - Brazzaville      |                     | 1,373,382                 | 100           |
| بوينت نور - Pointe-Noire    |                     | 715,335                   | 44            |

إدارات جمهورية الكونغو

تنقسم هذه الإدارات إلى 86 مقاطعة و7 شعبيات .

## روابط خارجية
- statoid site